# Bersama maxima
Bersama maxima är en tvåhjärtbladig växtart som beskrevs av John Gilbert Baker. Bersama maxima ingår i släktet Bersama och familjen Melianthaceae. Inga underarter finns listade i Catalogue of Life.